# Anwar Shaikh
Pour les articles homonymes, voir Anwar et Shaikh.
Mohammad Anwar Shaikh (né le 1er juin 1928 sous le nom de Haji Mohammad, décédé le 25 novembre 2006) est un auteur pakistanais originaire du Penjab, résidant ensuite à Cardiff, au Royaume-Uni. Il est né dans une famille musulmane sunnite originaire du Cachemire, à Gujrat au Penjab. Sa mère pouvait réciter une large partie du Coran de mémoire. Durant la Partition des Indes en 1947, rempli de ferveur nationaliste, il a tué deux sikhs, un père et son fils. Dans sa jeunesse, Shaikh était un fervent musulman. Il tuera plus tard un autre sikh. 
À l'âge de 25 ans, il commença à douter de l'islam et plus tard devint un ardent critique de la religion, toujours hanté par les crimes commis durant la période de partition des Indes. Il immigre plus tard au Royaume-Uni, se marie avec une femme du Pays de Galles et devient un entrepreneur accompli. Le travail de Shaikh a notamment été reconnu par Tariq Ali, qui y consacre un chapitre entier (The case of Anwar Shaikh) dans son livre The Clash of Fundamentalisms (le choc des fondamentalismes), expliquant le point de vue de Shaikh et les réactions qu'il a provoquées.
Shaikh vivait à Cardiff quand une fatwa a été prononcée contre lui dans son pays natal, le Pakistan, en 1995, où au moins 14 religieux musulmans prononcèrent des peines de mort contre lui pour avoir rejeté et critiqué l'islam.